# Этика аргументации
Э́тика аргумента́ции — теория, выдвинутая в 1988 году либертарианским теоретиком Хансом-Херманом Хоппе. Хоппе утверждает, что его теория демонстрирует явную логическую непоследовательность любой этической позиции, расходящейся с либертарианской. Он описывает свой аргумент как результат строго логического и свободного от ценностей метода сильного дедуктивного рассуждения. Она привлекла особое внимание философов-либертарианцев и логических аналитиков.
В 1970 году похожим образом была сформулирована теория Фрэнком ван Даном в Генте, Бельгия. Как сказал сам Хоппе, теория ван Дана и этика аргументации были разработаны независимо друг от друга.

## Праксеологический фундамент
Теория во многом строится на методологическом аппарате праксеологии, созданным Людвигом фон Мизесом, этике дискурса, авторами которой являются Юрген Хабермас и Карл-Отто Апель и политической философии Мюррея Ротбарда. Этика аргументации утверждает, что принцип ненападения является предпосылкой аргументации и поэтому не может быть рационально опровергнут. В конечном счёте она используется как один из инструментов для обоснования деонтологической либертарианской этики.
Хоппе отмечает, что, поскольку существует дефицит, возникают конфликты по поводу использования конкурентных благ среди моральных агентов. Когда возникают конфликты, агенты могут решить их ненасильственным путём, вступая в дискуссию. Таким образом, акт политической аргументации предполагает нормы, зависящие от фундаментального критерия ненасильственного разрешения конфликтов. Пример: «язык имеет принятые интерсубъективные значения». Хоппе называет такие нормы «априори аргументацией» (a priori of argumentation). Отрицание этих предполагаемых норм в акте аргументации представляет собой перформативное противоречие, лишающее аргумент всякого смысла. Такие фундаментальные нормы лежат в основе любого морального обоснования, поскольку любое моральное обоснование должно происходить в споре, так как даже отрицание этого означает, что отрицающий участвует в споре.

## Принцип неагрессии
Этика аргументации стремится показать, что принцип ненападения (в определённой формулировке) следует из предпосылок аргументации, и поэтому его нельзя рационально опровергнуть. Хоппе утверждает, что только универсальные нормы соответствуют априори аргументации, в то время как произвольные категориальные различия не имеют интерсубъективного обоснования, требуемого подобной аргументацией. Он утверждает, что, поскольку аргументация требует активного использования своего тела, все универсальные нормы разрешения конфликтов с помощью человеческого тела, вне рамок самопринадлежности и частной собственности на своё тело, несовместимы с аргументацией. Затем Хоппе утверждает, что, поскольку разрешение конфликтов по вопросу дефицитных ресурсов также должно быть объективно оправданным, только физическое установление объективной связи путём первоначального присвоения (то есть гомстеда) является нормой, совместимой с таким требованием. Из этого Хоппе делает вывод, что только принцип ненападения на собственников и принцип первоначального присвоения Локка могут быть оправданы в аргументе без противоречий.

## Самооборона
Ссылаясь на юридическую доктрину эстоппеля, Стефан Кинселла расширяет этику аргументации, называя это теорией «Диалогического эстоппеля» и рассматривая спор между жертвой и агрессором. Кинселла утверждает, что агрессор не может последовательно возражать против соразмерного наказания за свой акт агрессии по отношению к жертве, поскольку, совершая агрессию, он подтверждает законность применения силы, и поэтому его отказ от согласия, основанный на нормативном праве не подвергаться физическому вреду, противоречит его агрессивной легитимации силы, то есть он «лишён права» отказываться от согласия.

## Реакция
Реакция на этику аргументации была различной. В следующем выпуске журнала Liberty был опубликована рецензия десяти коллег-либертарианцев Хоппе, а также его комментарий касательно их критики. Мюррей Ротбард описал теорию Хоппе как «ослепительный прорыв для политической философии в целом и либертарианства в частности», и что Хоппе «удалось преодолеть известную дихотомию „должное/сущее“, „факт/ценность“, которая мучает философию со времён схоластов и которая завела современное либертарианство в утомительный тупик». Защита Хоппе либертарианских аксиом исходя из этики аргументации также привела его к дебатам с Дэвидом Фридманом. Однако большая часть коллег Хоппе, опубликовавшихся в Liberty, либо отвергли его теорию, либо выразили скепсис. В своём ответе Хоппе назвал своих критиков «утилитаристами». Среди прочих, поддержал этику аргументации старший научный сотрудник Института Мизеса Дэвид Гордон.
Дальнейшая реакция привела к академическим спорам. В 1996 году Стефан Кинселла выступает с поддержкой этики аргументации, расширяя её и анализируя имущественное право. Экономисты Института Мизеса Роберт Мёрфи и Джин Каллахан отвергли аргумент Хоппе и выступили с его критикой. Стефан Кинселла, принявший этику аргументации, написал ответ на критику Мёрфи и Каллахана, где отстаивал положения этики аргументации. Впоследствии к критике работы Мёрфи и Каллахана так же присоединился Уолтер Блок, аналогично отстаивающий этику аргументации. Покойный австрийский экономист Дэвид Остерфельд, адъюнкт-исследователь Института Мизеса, в своём эссе согласился с большей частью аргументов Хоппе, но выдвинул ряд возражений, на которые Хоппе впоследствии ответил.

Старший научный сотрудник Института Мизеса Родерик Лонг заявил, что априорная формулировка либертарианства Хоппе отрицает фундаментальный принцип мизесианской праксеологии. Относительно утилитаризма Лонг написал: «аргумент Хоппе, если бы он работал, обязал бы нас признавать и уважать либертарианские права независимо от наших целей — но как праксеологу мне трудно понять, как любое практическое требование может быть оправдано в отрыве от структуры „средство — результат“». Лонг резюмировал свои взгляды следующим образом:
Я не думаю, что есть какая-то причина отвергать аргументы, которые пытается привести Хоппе; напротив, идея о том, что между либертарианскими правами и требованиями рационального дискурса может существовать какая-то глубокая связь, кажется мне привлекательной и чрезвычайно правдоподобной. … Как я уже сказал в начале, я думаю, что аргумент в стиле Хоппе вполне может сработать; но прежде чем я смогу убедиться в этом, я бы хотел, чтобы такой аргумент а) четко различал, опровергается ли факт, легитимность или право собственности на себя, и б) встраивал свою нормативную силу в рамки классического эвдемонизма.
Либертарианский философ Джейсон Бреннан отверг аргумент Хоппе, заявив:
Ради аргументации, от имени Хоппе, предположим, что, говоря «я предлагаю то-то и то-то», я считаю, что обладаю определенными правами над собой. Я считаю, что у меня есть некое право говорить: «я предлагаю то-то и то-то». Я также считаю, что у вас есть некое право контролировать свой разум и тело, контролировать то, во что вы верите. (Nota bene: я не думаю, что Хоппе может зайти так далеко, но ради аргументации я ему это предоставляю). Всё, что мне нужно, чтобы избежать перформативного противоречия — это чтобы у меня было право свободно говорить: «я предлагаю то-то и то-то». Мне не нужно предполагать, что у меня есть право заявить: «я предлагаю то-то и то-то». Вместо этого, самое большее, я предполагаю, что мне позволительно сказать: «я предлагаю то-то и то-то». Я также предполагаю, что у вас есть право на свободу верить в то, что я говорю. Мне не нужно предполагать, что у вас есть полное право верить тому, что я говорю. Однако либертарианская теория самопринадлежности состоит из прав притязаний. … Аргумент Хоппе невольно смешивает право свободы с правом притязания и поэтому терпит неудачу.
Экономист Мариан Эбрасу опроверг широкий спектр критики, направленный в сторону теории Хоппе, а также заострил внимание на перфомативном противоречии как инструменте для обоснования самопринадлежности.